# Kurt Reidemeister
Kurt Werner Friedrich Reidemeister (Braunschweig, 13 de outubro de 1893 — Göttingen, 8 de julho de 1971) foi um matemático alemão.
Foi professor da Universidade de Königsberg. Desenvolveu o movimento de Reidemeister, uma das pedras fundamentais da teoria dos nós, uma das sub-áreas da topologia com aplicações atuais (dentre outras) na física de polímeros. Também devotou-se à filosofia e traduziu Stéphane Mallarmé.